# До Хунг Дунг
До Хунг Дунг (в'єт. Đỗ Hùng Dũng, нар. 8 вересня 1993) — в'єтнамський футболіст, півзахисник клубу «Ханой» і національної збірної В'єтнаму.

## Клубна кар'єра
Народився 8 вересня 1993 року. Вихованець футбольної школи клубу «Ханой». 2014 року почав залучатися до складу основної команди того ж клубу, проте у дорослому футболі дебютував наступного року в команді «Суантхань Сайгон», куди перейшов на правах оренди.
До «Ханоя» повернувся з оренди 2015 року і поступово став ключовим гравцем у півзахисті його команди.

## Виступи за збірні
2018 року залучався до складу молодіжної збірної В'єтнаму. На молодіжному рівні зіграв у 3 офіційних матчах.
2018 року дебютував в офіційних матчах у складі національної збірної В'єтнаму.
У складі збірної був учасником кубка Азії з футболу 2019 року в ОАЕ. У грі 1/8 фіналу реалізував свою спробу у серії післяматчевих пенальті, що допомогло його команді пройти до чвертьфіналів континентальної першості.
| Дата       | Місто    | Господарі | Результат | Гості   | Турнір                     | Голи | Примітки |
| ---------- | -------- | --------- | --------- | ------- | -------------------------- | ---- | -------- |
| 08-01-2019 | Абу-Дабі | Ірак      | 3 – 2     | В'єтнам | Кубок Азії 2019 - 1-й етап | -    |          |
| 12-01-2019 | Абу-Дабі | В'єтнам   | 0 – 2     | Іран    | Кубок Азії 2019 - 1-й етап | -    |          |
| 16-01-2019 | Аль-Айн  | В'єтнам   | 2 – 0     | Ємен    | Кубок Азії 2019 - 1-й етап | -    |          |
| Усього     |          | Матчів    | 3         |         | Голів                      | 0    |          |

## Досягнення
- В.Ліга 1:
  -  Чемпіон (3): 2016, 2018, 2019

- Кубок В'єтнаму:
  -  Володар (2): 2019, 2020

- Суперкубок В'єтнаму:
  -  Володар (3): 2018, 2019, 2020

- Чемпіонат АСЕАН:
  -  Чемпіон (1): 2018